# 미개인
《미개인》(未開人)은 1994년 1월 1일에 KBS 2TV에서 방영된 드라마로, 최인호의 소설 《미개인》을 영상화하였다. 1970년에 서울 근교 지역에 위치한 한 국민학교(초등학교)에서 일어난 음성 한센병(나병) 환자의 자녀들의 전학 문제를 둘러싸고 벌어진 갈등과 사회의 집단 이기주의를 주제로 하고 있다. 원래 1992년 8월 27일에 KBS 1TV에서 《TV 문예극장》을 통해 방영될 예정이었으나, 한센병(나병) 관련 당사자들의 항의를 받으면서 대한민국의 방송 역사상 처음으로 사전에 방영이 취소되었으며, 1994년 1월 1일에 KBS 2TV에서 《앙코르 문예극장》을 통해 방영되었다.

## 줄거리
1970년에 서울 근교 지역에 위치한 마을이 정부의 도시 개발 정책에 따라 서울특별시에 편입되었다. 이 마을은 무리한 개발로 인하여 땅값이 오르게 되었고, 하루 아침에 부유층이 된 주민들의 인심도 급변하게 된다. 이런 시대 상황을 배경으로 이 마을에 위치한 신흥국민학교에서 월남전(베트남 전쟁)에 참전하여 부상을 당하면서 의족을 한 최남수 교사가 새로 부임하게 되는데, 강 건너편 개미마을의 나환자촌에 살던 12명의 미감아 학생들도 나룻배를 타고 신흥국민학교로 전학을 가게 된다.
신흥국민학교 교감은 학교 교사들에게 강 건너편 개미마을의 나환자촌에 사는 12명의 미감아 학생들이 들어갈 반을 배정하는 결정을 내렸다. 하지만 미감아 학생들은 전학 첫 날부터 같은 반 학생들로부터 무시당하거나 따돌림을 당했고, 학교 교무실에서는 학부모들의 항의 전화가 빗발쳤다. 최남수는 자신이 의족을 한 상황을 통해 미감아 학생들에 대한 편견을 해소하려고 했고, 학교 보건 교사에게도 이 사실을 알린다. 음성 한센병 환자들은 감염 위험이 없다는 의학적 판단에 따른 문교부의 결정에도 불구하고, 마을 주민들은 한센병 환자에 대한 사회적 편견과 지역 발전의 악재 요인이라는 구실로 미감아 학생들을 배척하게 된다. 이에 신변에 위협을 느낀 최남수도 정 선생의 하숙집으로 피신하게 된다.
학교에서는 미감아 학생들의 정밀 검사를 통해 타협을 시도했고, 최남수도 학부모들을 설득하려고 했다. 하지만 학부모들은 이를 거부하고 시위와 등교 거부를 전개하면서 미감아 학생들의 전학을 반대했고, 미감아 학생들이 학교 교무실을 장식하기 위해 보낸 꽃들도 버린다. 또한 마을 건달들과 주민들의 협박에 시달리던 최남수는 정 선생의 하숙집에서도 쫓겨나게 되면서 어느 집에서도 받아주지 않는 처지에 내몰리게 된다.
정 선생은 최남수에게 사냥을 취미로 하던 주인의 집을 임시 거처로 제공한다. 여기에 학부모들은 미감아 학생들이 나룻배를 타고 등교하는 것을 저지하기 위해 군부대의 저지를 뚫고 개미마을 공격을 시도했다. 마을 주민들은 건달들과 함께 뱃사공을 인질로 잡고 미감아 학생들이 나룻배를 타지 못하도록 만든다. 최남수 교사는 정 선생과 함께 술을 마시던 도중에 미감아 학생들이 강변에서 마을 건달들의 공격을 받고 있다는 소식을 듣고 달려간다. 최남수 교사는 마을 건달들로부터 구타를 당하면서도 미감아 학생들을 보호하려고 애를 쓴다.
신변에 위협을 느낀 미감아 학생들이 등교를 포기하면서 학업이 정상화되었지만 얼마 지나지 않아서 같은 반 아이들의 요청을 받아들이면서 다시 등교하게 된다. 하지만 최남수가 "마을 주민들의 눈치를 볼 수 밖에 없었던 12명의 미감아 학생들은 한 신학 대학교의 부속 학교로 옮겨져 차례대로 졸업했다."고 증언하면서 끝나게 된다.

## 등장 인물

### 주요 인물
- 문성근 : 최남수 교사 역[4]
- 윤병훈
- 양형호
- 안효진
- 이신재
- 박주아
- 정해창
- 최명수
- 김남일 (아역)
- 박선영 (아역)
- 황정규 (아역)

### 그 외 인물
- 곽정희
- 유명순
- 박현정
- 김윤형
- 김종구
- 유병준
- 윤관용
- 조준형
- 이한위
- 최건호
- 배도환
- 손호균
- 함석훈
- 김덕현
- 손현주
- 유복녀
- 이경실
- 강영하
- 서미애
- 김마리
- 아역

길나나, 김상은, 이승현, 이동현, 유지연, 최규영, 서지미, 이수근, 박우진, 장부일

## 논란
《미개인》은 원래 1992년 8월 27일에 KBS 1TV에서 《TV 문예극장》을 통해 방영될 예정이었다. 하지만 한센병(나병) 병력자들의 권익 단체인 한성협동회의 항의를 받으면서 사전에 방영이 취소되었는데, 한성협동회는 "KBS 드라마 《미개인》이 한센병 병력자들에 대한 왜곡된 묘사를 통해 한센병 병력자들과 자녀들에게 상처를 주고 일반인의 편견을 조장할 우려가 있다."고 지적했다. 특히 한성협동회는 1992년 8월 13일에 공개된 공식 성명을 통해 KBS가 드라마 《미개인》의 방영을 강행한다면 10만명의 회원들이 분노하여 집단 행동에 나설 것으로 예상되니 방영을 취소해 줄 것을 요구했다.
KBS는 1992년 8월 19일에 여의도 KBS 별관에서 시사회를 열고 한성협동회 대표들, 보건사회부 관계자들, 기자들을 초청해서 한센병 관련 단체들을 설득하려는 계획을 세웠으나, 한성협동회는 사전 협의의 필요성을 이유로 KBS의 제안을 거절했다. 또한 음성 한센병 환자들의 항의 전화에 시달리던 최인호 작가는 서기원 KBS 사장과의 전화 통화를 통해 신변 보호를 위하여 드라마 《미개인》의 방영을 취소해 줄 것을 요청했다. 결국 KBS 드라마 제작진은 한성협동회 대표들과 가진 시사회 겸 토론회를 통해 “이 드라마가 비록 원작 소설을 바탕으로 한 우리 사회의 집단 이기주의를 다룬 드라마지만 소재가 된 미감아들의 피해를 예상하여 방영을 취소하기로 합의했다.”고 밝혔다. 이로써 드라마 《미개인》은 대한민국의 방송 역사상 처음으로 당사자들의 항의로 인하여 사전에 방영이 취소된 프로그램이 되었다.
KBS는 미래에 있을 방영에 대비하여 드라마 《미개인》 방송 테이프를 폐기하지 않고 한동안 창고에 보관했다. 그러던 중에 1994년 1월 1일 밤 11시 35분부터 1월 2일 새벽 1시까지 KBS 2TV에서 《앙코르 문예극장》을 통해 방영될 예정이었던 《삼포 가는 길》의 편성을 돌연 취소하고 《미개인》을 방영했다. 또한 KBS는 1995년 12월에 열린 미국 뉴욕 페스티벌에서 드라마 《미개인》을 출품하기도 했다. 2020년 12월 28일에는 KBS 2TV의 예능 프로그램 《박원숙의 같이 삽시다》의 공식 유튜브 채널인 《KBS 같이삽시다》에 드라마 《미개인》 동영상이 업로드되었다.

### 내용주
1. ↑  미감아(未感兒)는 병 따위에 아직 감염되지 아니한 아이를 말하며, 특히 나환자인 부모에게서 태어나 병에 감염되지 않은 아이를 이른다.[3]

### 참고주
1. ↑  “KBS-TV, 집단이기주의 파헤친 드라마 제작”. 《연합뉴스》. 1992년 8월 4일. 2021년 4월 6일에 확인함.
2. 1 2 3 4  “나환자 문제 다룬 K-1TV『미개인』첫 사전 방송취소 충격”. 《중앙일보》. 1992년 8월 21일. 2021년 3월 30일에 확인함.
3. ↑  “'미감아': 네이버 국어사전”. 《네이버 국어사전》. 2019년 3월 11일에 확인함.
4. ↑  “「姑婦(고부)노래자랑」和合(화합)선율”. 《경향신문》. 1992년 5월 21일. 2019년 3월 11일에 확인함.
5. ↑  “KBS드라마<미개인>, 방영날짜앞두고 몸살”. 《연합뉴스》. 1992년 8월 19일. 2021년 4월 6일에 확인함.
6. ↑  “TV문예극장「미개인」방영취소 나병단체 항의로”. 《경향신문》. 1992년 8월 22일. 2019년 3월 11일에 확인함.
7. ↑  “KBS-TV 드라마 <미개인>, 방영취소돼”. 《연합뉴스》. 1992년 8월 22일. 2021년 4월 6일에 확인함.
8. ↑  “사회집단 방송압력 심각”. 《조선일보》. 1993년 6월 15일. 2021년 4월 6일에 확인함.
9. ↑  “TV프로그램안내”. 《한겨레》. 1994년 1월 1일. 2021년 4월 6일에 확인함.
10. ↑  “방송3社,각종 국제대회에 대거 출품”. 《연합뉴스》. 1995년 8월 7일. 2021년 4월 6일에 확인함.